# Vegas Pro
Vegas Pro (ベガス プロ) とはSony Creative Softwareが開発・販売していたプロフェッショナル向けのノンリニア動画編集ソフトウェアである。DVD及びBlu-ray DiscのオーサリングツールであるDVD Architect Proが付属する。コンシューマー向けにはVegas Movie Studioがある。2016年5月、AcidやSound Forge等のSony Creative Softwareが所有する大半のソフトウェアと共にMAGIX社へ売却された。ソースネクストが日本国内でのソフトウェアの販売・サポートを行う。

## 特徴
他ソフトと比べても非常に軽快な動作が特徴である。またインターフェイスやファイル形式などに関しても、音声や動画のトラックの順番や数に制限がなかったり、キーボード操作が前提になっているなど、
非常にシンプルかつ柔軟に設計されており、中間コーデックなどは必要とされない。
また、プロジェクトのネストは可能だが、Final Cut Proなどにあるシーケンスという概念は無い。
4Kまでの素材の読み込みに対応するほか、RED ONEのファイルをネイティブで読み込める。
また、そのほかにも数多くのファイル形式を読み込むことが出来るほか、ソニー製のXDCAMは専用のブラウザが搭載されている。
実際にボタンをクリックしながら進めるチュートリアル機能が付いているのも特徴で、ヘルプも充実している。
また純正プラグインにVegas Pro Production Assistantがあり（日本語版は存在しない）、これは編集の一部を自動化できるなど編集の機動力を向上させる業務向けの内容となっている。